# Aleksandr Maletin
Aleksandr Ivanovič Maletin (in russo Александр Иванович Малетин?; 6 febbraio 1975) è un ex pugile russo.

## Palmarès

### Olimpiadi
- 1 medaglia:
  - 1 bronzo (Sydney 2000 nei pesi leggeri)

### Mondiali dilettanti
- 3 medaglie:
  - 1 oro (Budapest 1997 nei pesi leggeri)
  - 1 argento (Bangkok 2003 nei pesi welter-leggeri)
  - 1 bronzo (Belfast 2001 nei pesi leggeri)

### Europei dilettanti
- 3 medaglie:
  - 3 ori (Tampere 2000 nei pesi leggeri; Perm 2002 nei pesi leggeri; Pula 2004 nei pesi welter-leggeri)